# Československá basketbalová liga 1946/1947
Česká basketbalová státní liga 1946/1947 byla v Česku ligovou basketbalovou soutěží mužů, v ročníku ligy hrálo 12 družstev. Konečné pořadí  1946/1947:
1. Uncas Praha - 2. Sokol Brno I. - 3. SK Žabovřesky - 4. Žižkov Praha - 5. Sparta Praha - 6. SK Slavia Praha - 7. Sokol Kolín - 8. SK Židenice -  9. SK Phillips Praha - 10. Sokol Židenice - 2 družstva sestup z 1. ligy: 11. LTC Praha - 12. Sokol Pražský	
Dvě první družstva ze soutěže spolu se dvěma družstvy ze Slovenska postoupila do Mistrovství Československa 1946/1947.
Mistrovství Československa 1946/1947 byla v Československu nejvyšší ligovou basketbalovou soutěží mužů, v ročníku ligy hrála 4 družstva. Titul  mistra Československa získal Sokol Brno I., Uncas Praha skončil na 2. místě a VŠ Bratislava na 3. místě.  
Konečné pořadí 1946/1947:
1. Sokol Brno I. (mistr Československa 1947) - 2. Uncas Praha - 3. VŠ Bratislava - 4. ŠK Bratislava 

## Systém soutěže
- Česká basketbalová státní liga: Všech dvanáct družstev hrálo dvoukolově každý s každým (zápasy doma - venku), každé družstvo 22 zápasů.
- V níže uvedené tabulce ve sloupci označeném "N" je počet zápasů, které u družstva skončily nerozhodně.
- Mistrovství Československa: Všechna čtyři družstva hrála každý s každým, každé družstvo 3 zápasy.

## Česká basketbalová státní liga 1946/1947
| Poř. | Tým             | Z  | V  | P  | N | Skóre    | Body |
| ---- | --------------- | -- | -- | -- | - | -------- | ---- |
| 1.   | Uncas Praha     | 22 | 17 | 4  | 1 | 999:802  | 35   |
| 2.   | Sokol Brno I.   | 22 | 16 | 5  | 1 | 815:638  | 33   |
| 3.   | SK Žabovřesky   | 22 | 13 | 9  | 0 | 709:667  | 26   |
| 4.   | Sokol Žižkov    | 22 | 12 | 10 | 0 | 845:774  | 24   |
| 5.   | Sparta Praha    | 22 | 11 | 10 | 1 | 857:813  | 23   |
| 6.   | SK Slavia Praha | 22 | 11 | 10 | 1 | 833:806  | 23   |
| 7.   | Sokol Kolín     | 22 | 11 | 11 | 0 | 796:785  | 22   |
| 8.   | SK Židenice     | 22 | 10 | 11 | 1 | 758:753  | 21   |
| 9.   | Phillips Praha  | 22 | 9  | 11 | 2 | 708:863  | 20   |
| 10.  | Sokol Židenice  | 22 | 8  | 11 | 3 | 652:717  | 19   |
| 11.  | LTC Praha       | 22 | 5  | 17 | 0 | 748:1068 | 10   |
| 12.  | Sokol Pražský   | 22 | 4  | 18 | 0 | 768:960  | 8    |

## Mistrovství Československa 1946/1947
| Poř. | Tým           | Z | V | P | Skóre | Body |
| ---- | ------------- | - | - | - | ----- | ---- |
| 1.   | Sokol Brno I. | 3 | 3 | 0 | :     | 6    |
| 2.   | Uncas Praha   | 3 | 2 | 1 | :     | 4    |
| 3.   | VŠ Bratislava | 3 | 1 | 2 | :     | 2    |
| 4.   | ŠK Bratislava | 3 | 0 | 3 | :     | 0    |

## Sestavy (hráči, trenéři) 1946/1947
- Sokol Brno I.: Ivo Mrázek, Jan Kozák, Miroslav Dostál, Ladislav Šimáček, Lubomír Kolář, Milan Fráňa, Říčný, L. Polcar, Helan. Trenér L. Polcar
- Uncas Praha:  Ladislav Trpkoš, Emil Velenský, Jiří Drvota, Karel Bělohradský, Václav Krása, Petráň, Pračka
- VŠ Bratislava: Zoltán Krenický, Jozef Kukura, Jozef Kalina, Tiso, Kluvánek, Štěpánek
- ŠK Bratislava: Miloš Bobocký, Gustáv Herrmann, Rudolf Stanček, Milan Maršalka, Mašek, Černý, Rolný
- SK Žabovřesky:
- Sokol Žižkov: Josef Toms, Kocourek, Adamíra, Skronský, Novák
- Sparta Praha: František Chytil, Miloslav Kříž, Ctirad Benáček, P. Nerad, M. Škoch, Vidlák, Šimek, Chlumský. Trenér J. First
- SK Slavia Praha: Josef Ezr, Trenér V. Šenkýř
- Sokol Kolín: Fučík, Kopecký, Petráň, Kruliš, Šlacha, Čermák, Kašpar, V. Sajfrt, B.Doležal, Kubáň, Škácha
- Phillips Praha: Miroslav Vondráček, Josef Češpiva

## Zajímavosti
- Sokol Brno I. od sezóny 1945/46 v řadě do sezóny 1950/51 získal šest titulů mistra Československa, druhý byl v ročníku 1946/47.
- Mistrovství Evropy v basketbale mužů v dubnu/květnu 1947 se konalo v Československu (Praha) za účasti 14 družstev. Ve finálovém utkání Sovětský svaz - Československo 56:37 účast a body za Československo: [1] Ivo Mrázek 12, Vondráček 11, Krása 7, Bělohardský 6, Trpkoš 1. Na 3. místě skončil Egypt. Československo na ME 1947 hrálo v sestavě: Ivo Mrázek 96 bodů /7 zápasů, Emil Velenský 83 /7, Miroslav Vondráček 44 /4, Karel Bělohradský 30 /6, Ladislav Trpkoš 30 /7, Miroslav Dostál 23 /4, Václav Krása 16 /6, Josef Toms 10 /4, Jan Kozák 8 /2, Jiří Drvota 6 /2, Miloš Bobocký 5 /1, Milan Fráňa 4 /5, Gustáv Herrmann 4 /3, Josef Ezr 2 /1,  celkem 361 bodů v 7 zápasech (6-1). Trenér: Josef Fleischlinger.